# 에밀리 원츠 투 플레이
에밀리 원츠 투 플레이(Emily Wants to Play)는 인디 게임 개발사 션 히치콕이 개발한 액션 어드벤처 캐주얼 인디 시뮬레이션 전략 비디오 게임이다. 이 게임은 2015년 12월 10일에 macOS와 윈도우용으로 출시되었다. iOS와 안드로이드 버전은 2016년 1월 30일에 출시되었다. 플레이스테이션 4용의 경우 2016년 8월 9일에 출시되었고 엑스박스 원용은 2016년 9월 9일에 출시되었다. 오큘러스 리프트용은 2016년 10월 31일에 출시되었다. 후속작 '에밀리 원츠 투 플레이 투'(Emily Wants to Play Too)는 2017년 12월 13일에 출시되었다.
플레이어는 피자 배달원의 역할을 맡으며 에밀리라는 소녀, 그리고 소녀가 소유한 3개의 인형에 의해 어느 집에 갇히게 된다. 게임의 각 레벨은 오후 11시부터 오전 6시까지 여러 밤 시간을 대표한다. 이 레벨들을 통해 여러 인형 및 에밀리 조합이 나타난다. 플레이어는 밤중에 생존하기 위해 에밀리 및 인형들과 소통하는 방법을 터득해야 한다.

## 평가
| 평가 |        |
| --- | ------ |
| 통합 점수 통합사 점수 메타크리틱 75/100 [ 8 ] 평론 점수 평론사 점수 GameSpew 8/10 [ 9 ] BrashGames 7/10 [ 10 ] Digitally Downloaded 7/10 [ 11 ] |        |
| 통합 점수 |        |
| 통합사 | 점수   |
| 메타크리틱 | 75/100 |
| 평론 점수 |        |
| 평론사 | 점수   |
| GameSpew | 8/10   |
| BrashGames | 7/10   |
| Digitally Downloaded | 7/10   |